# 200069 Alastor
200069 Alastor este o planetă minoră (asteroid), cu un diametru de 11,854 km, din Asteroid troian al lui Jupiter. A fost descoperită pe 24 septembrie 1960 la Observatorul Palomar de Cornelis Johannes van Houten. 
Obiectul prezintă o orbită caracterizată de o semiaxă mare de 5,3352894633106 UAi, o excentricitate de 0,067, o înclinație de 6,1 ° în raport cu ecliptica.